# Telepatología
Telepatología es el examen de muestras médicas patológicas a través de largas distancias, contemporáneamente sirviéndose de medios como las telecomunicaciones para la transmisión remota de esos datos y depende en gran parte de la información biológica proveniente de la patología digital. Aunque no significan lo mismo, ese término patología digital se aplica al entorno informatizado que permite el manejo de información biológica a partir de muestras. La patología digital tiene su base en la microscopía virtual, la cual se basa en la digitalización de muestras de láminas de cristal a imágenes digitales, y proporcionar un medio para ser vistas, administradas y analizadas.

## Historia
Desde finales del siglo XX, se han utilizado sistemas informáticos para prácticas patológicas a través de grandes distancias. Mientras algunos autores citan el advenimiento de una cuarta generación de sistemas usados para estudios y diagnósticos por biología celular de enfermedades. En la década pasada, el uso de la telemedicina en los estudios patológicos de consulta se basaba en la digitalización de las muestras con elementos de uso común como equipos fotográficos y escáneres cotidianos, compatibles con el estándar TWAIN y el envío de dicha información digitalizada se efectuaba mediante sistemas de compartición de información menos rigurosos en cuanto a seguridad y fiabilidad de información, como el correo electrónico, grupos USENET, redes de área local tradicionales en ámbitos hospitalarios o la simple distribución "física" entre el personal médico del material digital mediante medios de almacenamiento portátiles como el CD-ROM y Disquete.

### Advenimiento del siglo XXI
Ya a principios de la primera década del siglo XXI, se comienzan a utilizar sistemas de videoconferencia y software de microscopía virtual, el cual permite la visualización interactiva de las imágenes a través de una pantalla. Si bien, la principal carencia durante estas épocas tempranas eran los altos costos que suponían las redes de transmisión de datos de alta velocidad, estas primeras muestras de trabajo demostraban ser prácticas. En España por ejemplo, para solventar esos problemas en el sistema de patología denominada dinámica (debido a que se transmitía en redes de telecomunicaciones en tiempo real), se sacrificaba el detalle en las imágenes y sonido al enviarse mediante software convencional para Microsoft Windows de la época, más accesible y considerable como estándar de facto, tales como el envío de imágenes y sonido con una webcam mediante NetMeeting. También se podían utilizar servicios de transmisión mediante streaming con los códecs Windows Media, que al usar un sistema de compresión con pérdida, iba en detrimento de calidad de imagen; aunque dichas falencias fueran imperceptibles en aras del ejercicio del trabajo del patólogo, definitivamente bien podrían introducir más fallas de origen y errores diagnósticos que sistemas más actuales.

### Actualidad
En la actualidad, la telepatología tiene una gran utilidad en unos 5 casos específicos:
- Interconsulta para considerar la opinión de un especialista.
- Diagnóstico asistido por computador, con ayuda de herramientas de inteligencia artificial.
- Proporción de servicios de diagnóstico de emergencia en la ausencia de especialistas en el medio.
- Conferencias de casos, incluyendo reuniones multidisciplinarias y control de calidad.
- Educación, para estudiantes de ciencias médicas (programas técnicos y profesionales, tanto pregrado como posgrado).

La telepatología, aunque en definición no ha cambiado, actualmente ya cuenta con herramientas que realmente permiten realizar en esas largas distancias un cotejo de las muestras de los pacientes en tiempo real mediante sistemas de telecomunicaciones, ya sea con imágenes estáticas, muestras virtuales dinámicas a partir de la digitalización de imágenes de láminas completas, o imágenes transmitidas mediante un microscopio de luz controlado robóticamente; también abarcará otros elementos rutinarios en la práctica médica no solo basados en la muestra biológica, como la generación de un reporte escrito, control de calidad de los procesos de microscopía de luz, y también, la interconsulta mediante videoconferencias en redes privadas virtuales, mensajería instantánea, VoIP u otros métodos con otros médicos tratantes del mismo paciente. Sin embargo, ciertos estudios muestran que las tasas de precisión diagnóstica son mayores cuando se utiliza patología dinámica (robótica en tiempo real) en lugar de patología estática mediante láminas virtuales. Esto se debe a que en la telepatología dinámica, el médico revisa la imagen con un microscopio robótico que le permite seleccionar distintos campos y niveles de ampliación, por ende replicando el uso rutinario de un microscopio, aunque remotamente. Por el contrario, la telepatología estática recae en las imágenes enviadas por el patólogo del sitio, el cual transmite imágenes seleccionadas para diagnóstico; este proceso es susceptible a errores de calidad o apreciación en la muestra tomada en el sitio de envío de datos.
Sin embargo, otro de los usos donde se destacan las muestras digitales, es la creación de bases de datos y bibliotecas que permiten realizar catálogos por etiología diagnosticada y tipo de tejido. Los usuarios de dichas bases de datos tienen acceso instantáneo a casos previos para realizar una comparación, ya que en el ámbito médico, es importante para el patólogo el poder evaluar la progresión de la enfermedad, evaluando el origen de enfermedades como el cáncer y determinar el tratamiento a seguir. Dichas bibliotecas permiten a los profesionales acceder a casos de referencia para futuros diagnósticos. La calidad del diagnóstico se mejora a medida que el patólogo accede a estos casos similares para compararlos de manera rápida. Se puede salvar tiempo valioso al acceder mediante búsquedas electrónicas indizadas en estos repositorios de casos.
Además de asegurar que el patólogo remoto tiene acceso a material de diagnóstico adecuado, los laboratorios involucrados en diagnósticos primarios o en telepatología de segunda opinión deben identificar el caso apropiadamente; asegurarse que toda la información clínica apropiada es proporcionada al patólogo remoto y tener procedimientos adecuados de almacenamiento, seguridad y manejo de datos médicos . Debido a que la efectividad y la precisión de la telepatología depende críticamente de la habilidad y el juicio de un especialista, se deberían realizar capacitaciones y entrenamientos en telepatología en los profesionales que se sitúan en ambos puntos de la comunicación.
Por ende, tendencias contemporáneas en el ámbito de la educación de futuros médicos, se centran sobre todo en informatizar sus cursos de patología descartando ya en sí el uso de microscopios de luz, además de la construcción de dichas bibliotecas de láminas virtuales. Una clara muestra de esto son los laboratorios de patología digital creados usando tecnologías informáticas propias de la computación en nube. Como ejemplo de esto se encuentra el depósito de imágenes "Virtual SlideBox" de la Facultad de Medicina de la Universidad de Iowa y el "Virtual Microscope" de la Universidad de Nueva York, el cual utiliza como base de su plataforma web las API de Google Maps.

## Características técnicas

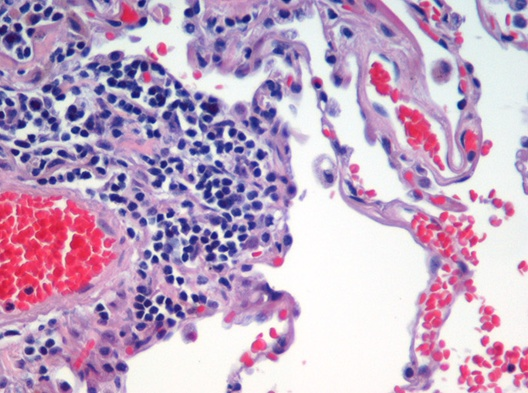
Vista microscópica de una muestra histolígica humana de pulmón, teñida con hematoxilina y eosina.

Para que la práctica de la telepatología sea ventajosa y exitosa, el laboratorio debe asegurarse que el patólogo remoto tiene acceso adecuado a material de diagnóstico apropiado. El proceso de la creación de imágenes digitales patológicas involucra muchos pasos. Estas operaciones incluyen algunos pasos básicos como la preparación de la muestra y la tinción, realizado en un laboratorio histológico; la tinción hematoxilina-eosina se usa frecuentemente en el ámbito histológico para examinar secciones de tejido. La hematoxilina tiñe los núcleos celulares de azul, mientras que la eosina tiñe el citoplasma, el tejido conectivo y otras sustancias extracelulares de color rosado o rojo.
Después es necesaria la formación de la imagen óptica como tal mediante cualquier medio de adquisición digital (como cámaras fotográficas o de video y escáneres para digitalización de láminas microscópicas automáticos), el postprocesamiento de la información y la compresión a usar, la transmisión del archivo de imagen a través de redes de telecomunicaciones y la presentación final en la pantalla del profesional de la salud.

### Estándares informáticos
Entre los estándares de imagen digital en ámbitos de salud, el más importante para transmisión de imagenología clínica es el DICOM (Digital Imaging and Comunications in Medicine), junto con el conjunto de estándares HL7. DICOM fue creado originalmente para radiología, por lo que no tiene especificaciones esenciales en ámbitos de diagnóstico patológico como texturas y color en las imágenes digitales. Actualmente se estudia por el organismo científico NEMA (National Electrical Manufacturers Assosiation), la inclusión de definiciones específicas del estándar para ámbitos de patología digital por parte de un grupo de trabajo denominado DICOM Working Group 26.

### Equipos
Antes de los avances recientes en hardware y software de microscopía virtual, las muestras se digitalizaban con aparatos no diseñados para ello (aunque compatibles con el estándar TWAIN) y en resoluciones ópticas que rara vez pasaban los 5000 ppp. Actualmente se utilizan esto y aquello
Es importante destacar que la resolución óptica de un aparato es resultado de una función de la longitud de onda usada y la apertura numérica del sistema de lentes. Hoy en día, con microscopios y aparatos específicos de digitalización patológica, es posible alcanzar resoluciones mayores a 100.000 ppp, lo que las haría más cercanas a la resolución vista en un microscopio de luz tradicional usado en patología, el cual produce un nivel de ampliación equivalente de 0.46 a 0.50 µm/píxel equivalente al aumento de 20x y 0.23 a 0.25 µm/píxel al de 40x.

### Manejo de imágenes y color
El manejo del color en muestras telepatológicas es algo de suma importancia. En contraste, en sistemas teleradiológicos no se ha tenido que lidiar con este problema lo que resulta en una gran ventaja para la percepción del desarrollo ulterior de estos, en contraste con el rezago que presenta la telepatología en cuestiones de estándares de interoperabilidad, como se menciona anteriormente. Por ello, algunos eslabones dentro de la cadena de la muestra patológica podrían tener incompatibilidades de color, tales como la muestra en sí, el escáner usado o la presentación en pantalla de la muestra virtual.
A manera de ejemplo, en ciertas muestras histológicas teñidas, la eosina es absorbida fuertemente por los eritrocitos, coloreándolos de rojo intenso. En una preparación H & E realizada con buena técnica, la preparación de eritrocitos se ve en color naranja, y el colágeno y citoplasma de otras células (especialmente musculares) adquiere diferentes tonos de rosado. Cuando la tinción es realizada por una máquina, las diferencias sutiles que se ven en casos de eosinofilia se pierden muy a menudo.
Otro problema puede ocurrir con el sistema de lentes de la muestra en el microscopio, que puede añadir artificios y aberraciones por distorsión en la imagen, por lo que puede ser un problemas de origen de color. Para solventarlo, el uso de análisis espectrales, calibración y reproducción del color son metodologías que se utilizan en este ámbito.
Una aproximación, es el uso de calibradores de color como las tablas de color Macbeth. Esto, junto con el uso de perfiles estándares de color ICC. También se estudia el uso de iluminación por LED en las preparaciones durante el proceso de digitalización, en aras de tener una fuente de iluminación con una temperatura de color y un balance de blancos adecuados y que no introduzcan errores.